# 斉子女王
斉子女王（せいし（ただこ/きよこ）じょおう、生薨年不詳）は、平安時代後期の皇族。小一条院敦明親王の王女で、母は下野守源政隆の女（瑠璃女御）。同母兄弟に源信宗らがいた。賀茂斎院。
承保元年（1074年）12月8日斎院に卜定され、白河天皇及び堀河天皇の斎院として16年間奉仕した。寛治3年（1089年）4月12日、母の喪により退下。以後の消息は不明である。